# Phaulochernes kuscheli
Espèce
Phaulochernes kuscheli est une espèce de pseudoscorpions de la famille des Chernetidae.

## Distribution
Cette espèce est endémique de Nouvelle-Zélande.

## Description
Le mâle holotype mesure 1,8 mm.

## Étymologie
Cette espèce est nommée en l'honneur de Guillermo Kuschel.

## Publication originale
- Beier, 1976 : The pseudoscorpions of New Zealand, Norfolk, and Lord Howe. New Zealand Journal of Zoology, vol. 3, no 3, p. 199-246 (texte intégral).